# يورانيوم منضب
يستخدم اليورانيوم الطبيعي لإنتاج اليورانيوم المخصب من خلال عمليات كيميائية، وذلك لاستخدامه كوقود نووي في محطات توليد الكهرباء بالطاقة النووية، أو لاستخدامه في الأسلحة النووية. ويعتبر اليورانيوم المنضب نتيجة ثانوية أو عادماً لعمليات إنتاج هذا اليورانيوم المخصب. واليورانيوم المنضب له خواص اليورانيوم الطبيعي نفسها إلا أنه يحتوي على 60٪ من إشعاع اليورانيوم الطبيعي، ويتكون من ثلاثة نظائر من اليورانيوم هي يورانيوم 234، يورانيوم 235 ويورانيوم 238، إلا أن نسب يورانيوم 234، ويورانيوم 235 في اليورانيوم المنضب هي أقل من مثيلاتها في اليورانيوم الطبيعي، وذلك بسبب أن عمليات تخصيب اليورانيوم تزيل جزئيا بعضا من هذه النظائر من اليورانيوم الطبيعي. وتعرف لجنة التنظيم النووي الأمريكية اليورانيوم المنضب بأنه ذلك اليورانيوم الذي تقل فيه نسبة اليورانيوم 235 عن 0.711%
وحيث أن اليورانيوم المنضب هو ناتج ثانوي من عمليات تخصيب اليورانيوم، لذلك فهو متوفر بأسعار قليلة جداً، ومنافسة للمواد الأخرى ذات الكثافة العالية مثل التنجستين، ومن أجل ذلك نجد له تطبيقات تجارية وعسكرية كثيرة.
ويجدر بنا أن نذكر أن اليورانيوم المنضب يستخرج أيضا من الوقود المستنفذ، والذي يتم استخدامه المفاعلات النووية، وذلك عند فصل البلوتنيوم.
| نسب وجود النظائر في اليورانيوم الطبيعي واليورانيوم المنضب (%) | نسب وجود النظائر في اليورانيوم الطبيعي واليورانيوم المنضب (%) | نسب وجود النظائر في اليورانيوم الطبيعي واليورانيوم المنضب (%) | نسب وجود النظائر في اليورانيوم الطبيعي واليورانيوم المنضب (%) |
| نوع اليورانيوم                                                | يورانيوم 234                                                  | يورانيوم 235                                                  | يورانيوم 238                                                  |
| ------------------------------------------------------------- | ------------------------------------------------------------- | ------------------------------------------------------------- | ------------------------------------------------------------- |
| اليورانيوم الطبيعي                                            | 0.0055                                                        | 0.720                                                         | 99.274                                                        |
| اليورانيوم المنضب                                             | 0.0008                                                        | 0.202                                                         | 99.797                                                        |

## الخواص الإشعاعية
من الناحية الإشعاعية، يصدر اليورانيوم المنضب نفس أنواع الإشعاعات الصادرة من اليورانيوم الطبيعي، إلا أنها بكميات أقل، كما أن الإشعاعات الصادرة من اليورانيوم المنضب تمثل 40% من الإشعاعات الصادرة من اليورانيوم الطبيعي. ويبعث اليورانيوم 238 -والذي يمثل 99.8% من اليورانيوم المنضب- أشعة ألفا، وعمره النصفي هو 4.5 * 9^10 (5,400,000,000) سنة.
إن مجموع النشاط الإشعاعي في اليورانيوم المنضب يقل عن مجموعة النشاط الإشعاعي لخليط نظائر اليورانيوم في اليورانيوم الطبيعي بنسبة 22% كذلك فإن النشاط الإشعاعي لألفا فقط في اليورانيوم المنضب يقل عن النشاط الإشعاعي لألفا فقط من نظائر اليورانيوم الطبيعي بنسبة 43% وذلك لأن اليورانيوم 234 في اليورانيوم المنضب أقل منه في اليورانيوم الطبيعي. أما بخصوص نظير اليورانيوم 235 في اليورانيوم المنضب فهناك انخفاض بمقدار 1.6% في كل من النشاط الإشعاعي الكلي والنشاط الإشعاعي لألفا فقط عن مثيله في اليورانيوم الطبيعي.
| النشاط الإشعاعي لليورانيوم       | النشاط الإشعاعي لليورانيوم                | النشاط الإشعاعي لليورانيوم                    | النشاط الإشعاعي لليورانيوم                | النشاط الإشعاعي لليورانيوم                    |
| نوع اليورانيوم                   | النشاط الإشعاعي الكلي (مليون بيكريل/ كجم) | النشاط الإشعاعي لألفا فقط (مليون بيكريل/ كجم) | النشاط الإشعاعي الكلي (ميللي كيوري / كجم) | النشاط الإشعاعي لألفا فقط (ميللي كيوري / كجم) |
| -------------------------------- | ----------------------------------------- | --------------------------------------------- | ----------------------------------------- | --------------------------------------------- |
| يورانيوم 238                     | 12.4                                      | 12.4                                          | 0.335                                     | 0.335                                         |
| يورانيوم 235                     | 78.4                                      | 78.4                                          | 2.12                                      | 2.12                                          |
| يورانيوم طبيعي مع نواتج الضمحلال | 50.4                                      | 24.2                                          | 1.36                                      | 0.681                                         |
| يورانيوم منضب مع نواتج الاضمحلال | 39.3                                      | 14.4                                          | 1.06                                      | 0.389                                         |

وبالرغم من النسبة الضئيلة لوجود نظير اليورانيوم 234 (0.0058%) في اليورانيوم الطبيعي، إلا أن نشاطه الإشعاعي يمثل 48.9% من مجموع النشاط الإشعاعي الصادر من اليورانيوم الطبيعي، وهي أعلى نسبة، حيث أن النشاط الإشعاعي الصادر من نظير اليورانيوم 235 يمثل 2.3% والنشاط الإشعاعي الصادر من نظير اليورانيوم 238 يمثل 48.8% ويرجع السبب في ذلك إلى ارتفاع النشاط الإشعاعي النوعي لنظير اليورانيوم 234 والذي يبلغ 6200 مايكرو كيوري / كجم، ولا يفوتنا أن نذكر هنا أن النشاط الإشعاعي النوعي لليورانيوم الطبيعي يساوي 0.67 مايكرو كيوري / كجم.
وتستعمل طريقة «انتشار الغازات» لتخصيب اليروانيوم، أي زيادة نسبة اليورانيوم 235 من 0.0711 إلى نسبة تتراوح ما بين 3-90% وتقليل نسبة يورانيوم 238 من 99.282% إلى نسبة تتراوح ما بين 10-97%, وينتج اليورانيوم المنضب من عملية التخصيب هذه. وكما ذكرنا سابقا فإن الهدف من عملية التخصيب هذه هو زيادة نسبة اليورانيوم 235 للاستخدام في بعض مفاعلات القوى النووية أو للاستخدامات العسكرية.وبعد انتهاء عملية التخصيب يفصل اليورانيوم المنضب بطرق كيميائية وينقل إلى مخازن معادن اليورانيوم وهذه هي الخطوة الأولي الضرورية لإنتاج اليورانيوم المنضب، تليها خطوات معالجة أخرى للتصنيع الحربي.

## الخواص الكيميائية
نظرا لأن اليورانيوم المنضب واليورانيوم الطبيعي يحتويان على نظائر اليورانيوم الثلاثة نفسها، ولكن بنسب متفاوتة، لذلك فهناك تشابه في الصفات الكيميائية بين اليورانيوم المنضب واليورانيوم الطبيعي.
هناك أحجام مختلفة لأجزاء اليورانيوم المنضب وأكاسيد اليورانيوم، فمن أحجام كبيرة نوعا ما إلى أجزاء يمكن رؤيتها، إلى أجزاء دقيقة جداً، وإلى أجزاء يمكن استقرارها فقي الرئتين عن طريق التنفس. وسواء كانت هذه الأجزاء من الكبر بحيث يمكن رؤيتها، أو من الصغر بحيث لا يمكن ملاحظتها فإن أجزاء اليورانيوم المنضب وأكاسيده تبقى في جسم الإنسان بدرجات متفاوتة من الذوبان في سوائل الجسم المختلفة.
ومن المعلوم ان الدخان المتصاعد من اليورانيوم المنضب يغطي مساحات كبيرة تصل لعشرات الأميال من مصدره، وبذلك يشكل خطورة على جميع الموجودين في ميدان المعركة أو في ساحة الحرب، حيث تنتقل جزيئات اليورانيوم المنضب الناتجة إلى مسافات بيعدة بواسطة الهواء. وكلما ابتعد الأشخاص عن مصدر اليورانيوم كلما كان تركيزه أقل، وتبع لذلك يقل تأثيره الإشعاعي عند التنفس. ويمثل الماء في جسم الإنسان المذيب الأساس الذي يذوب فيه اليورانيوم المنضب عند دخوله جسم الإنسان عن طريق الاستنشاق.

## التخزين

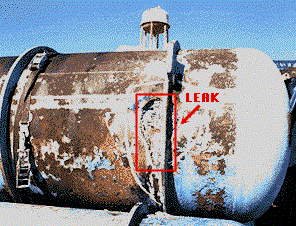
تسرب من خزان تخزين سداسي فلوريد اليورانيوم.

يتم تخزين اليورانيوم النضب على هيئة سداسي فلوريد اليورانيوم في خزانات مخصصة. ويكمن خطر تخزين سداسي فلوريد اليورانيوم في قدرته على التفاعل مع بخار الماء في الجو وينتج مركبين سامين وهما غاز فلوريد الهيدروجين وثاني أكسيد اليورانيوم الفلوريد (Uranyl fluoride)
المخزون الدولي من اليورانيوم المنضب
| الدولة                             | المنظمة                         | تقديرات مخزون اليورانيوم المنضب (بالطن) | السنة |
| ---------------------------------- | ------------------------------- | --------------------------------------- | ----- |
| الولايات المتحدة                   | وزارة الطاقة الأمريكية          | 480,000                                 | 2002  |
| روسيا                              | روساتوم                         | 460,000                                 | 1996  |
| فرنسا                              | Areva NC[1]                     | 190,000                                 | 2001  |
| المملكة المتحدة                    | شركة الوقود النووي البريطاني    | 30,000                                  | 2001  |
| ألمانيا · هولندا · المملكة المتحدة | يورنكو                          | 16,000                                  | 1999  |
| اليابان                            | JNFL[2]                         | 10,000                                  | 2001  |
| الصين                              | المؤسسة الوطنية النووية الصينية | 2,000                                   | 2000  |
| كوريا الجنوبية                     | معهد أبحاث الطاقة الذرية الكوري | 200                                     | 2002  |
| جنوب أفريقيا                       | NECSA[3]                        | 73                                      | 2001  |
| المجموع                            |                                 | 1,188,273                               | 2002  |
 المصدر WISE Uranium Project

## التأثيرات الطبية
أوضحت الدراسات أن المخاطرة البيئية الرئيسة من ذخائر اليورانيوم المنضب المستهلكة، إنما هي بسبب مخاطر السموم الكيميائية أكثر منها من المخاطر الإشعاعية. وفي واحدة من أوائل الدراسات العلمية، لتقييم طبيعة الجزيئات المتولدة أثناء تجارب معقدة لمعرفة آثارها، تم إجراء خمس تجارب بإطلاق مخترقات اليورانيوم من عيار 30ملم (272 جرام) على أسطح دروع الوقاية، كما تم تحليل جزئيات الدخان المتصاعدة والمتنفسة لمراحل مختلفة، وأظهرت النتائج أن مخترقات اليورانيوم المنضب تفقد جزءا ملحوظا من كتلتها أثناء الاحتراق، بحيث يمكن قياس 30% من اليورانيوم المنضب، بينما يتحول الجزء الباقي (حوالي 70%) إلى دخان ورماد. بمعني آخر: أن انتشار دخان اليوارنيوم المنضب -الناتج عن الانفجار والحريق- هو الغالب على غيره من الاحتمالات وبالتالي فإنه يشكل خطورة كيميائية على الإنسان عن طريق التنفس.

### التأثيرات الطبية الكيميائية
تدخل أجزاء (أو شظايا) اليورانيوم المنضب إلى جسم الإنسان في صورة معدن اليورانيوم أو أكسيد اليورانيوم عن طريق استنشاق الهواء أو تناول الطعام. وحسب الأبحاث الطبية والعملية، فإن أكثر أعضاء الإنسان حساسية وتأثرا لزيادة نسبة اليورانيوم في الجسم وتأثيراته الكيميائية هما الكليتان، حيث تموت وتدمر خلاياهما الأمر الذي يؤدي إلى نقصان فعاليتهما في تنقية السموم من الدم.
وتدخل أكسيدات اليورانيوم المنضب إلى جسم الإنسان عن طريق الاستنشاق من الهواء، أو عن طريق بقايا تلوث من اليورانيوم المنضب على اليدين ومنها إلى الفم عند تناول الطعام. وتترسب كميات اليورانيوم المنضب، والتي امتصها الدم في الكليتين وفي أعضاء أخرى من الجسم، بناءً على عدة عوامل مثل حجم جزيئات اليورانيوم المنضب الممتصة> ودرجة الإذابة> ومعدل التنفس لدى الشخص المصاب. وينتقل إلى الكليتين حوالي 6.4% من اليورانيوم المنضب القابل للذوبان عن طريق الاستنشاق، وحوالي 0.3% من اليورانيوم المنضب غير القابل للذوبان عن طريق الاستنشاق أيضا. كما توضح النتائج الحديثة أن 2% إلى 5% من اليورانيوم المنضب والقابل للذوبان، والذي يدخل جسم الإنسان مع الطعام عن طريق البلع بالفم، يتم امتصاصه في الدم بواسطة الأمعاء بينما تتخلص الأمعاء بسرعة من النسبة الباقية (9% إلى 98%) من اليورانيوم المنضب المذاب، كذلك فهنالك نسبة حوالي 0.2% من اليورانيوم المنضب غير القابل للذوبان يمتصها الدم، بينما تطرد الأمعاء النسبة الباقية من اليورانيوم المنضب غير القابل للذوبان بسرعة.
وبعد امتصاص اليورانيوم المنضب في الدم يتم إفراز حوالي 90% من اليورانيوم المذاب خلال أيام قليلة، بينما تترسب النسبة الباقية (10%) في العظام وأعضاء أخرى لفترات أطول يتم إفرازها.أما أكسيد اليورانيوم المنضب غير القبل للذوبان فيستقر في الرئتين بعد استنشاقه لسنوات عديدة ومن ثم يمتص في الدم ببطء شديد قبل أن يتم إفرازه في البول.
لقد تم إجراء العديد من الدراسات لمعرفة تأثير اليورانيوم المنضب الداخل لجسم الإنسان عن طريق الاستنشاق أو البلع، ولم يثبت بشكل قاطع تأثير هذا على ارتفاع نسبة الوفيات، أو على نظام المناعة، أو حتى على الجهاز العصبي، وإنما الذي ثبت بالتجربة هو زيادة احتمال الإصابة بسرطان الرئة لدى عمال مناجم اليورانيوم.
وقد تتأثر الكبد أيضا بالمعادن الثقيلة مثل اليورانيوم المنضب، حيث أثبتت الدراسات تأثير ذلك على بعض الحيوانات، ولكن لم يثبت هذا التأثير في حالة الإنسان حتى في حالات التعرض لجرعات إشعاعية مرتفعة نسبيا ولفترات زمنية طويلة.

### التأثيرات الإشعاعية الطبية
عند تحلل اليورانيوم المنضب ونواتج تحلله ينبعث منها إشعاعات ألفا وبيتا وجاما، والتي تشكل بدورها تعرضا أشعاعيا داخليا وخارجيا للذين يتعاملون مع القذائف الحربية أو أجهزة القتال المصنعة من اليورانيوم المنضب. ويعتبر البعض أن الاخطار والأضرار الكيميائية لليورانيوم الطبيعي ولليورانيوم المنضب أكثر من الأخطار والأضرار الإشعاعية لهما. وقد ذكرت دراسات سرطان الرئة، الذي أصيب به بعض عمال مناجم اليورانيوم، كان بسبب نواتج اضمحلال الرادون بسبب تدخين التنباك (السجائر) ولم يكن بسبب التعرض	للورانيوم. فقد أكدت منظمة الموارد السامة وتسجيل الأمراض أنه لم تسجل حالات سرطان بشرية بسبب التعرض لليورانيوم الطبيعي أو المنضب.
ولعله من المهم أن نذكر أن جزءا بسيطا من اليورانيوم يترسب في الهيكل العظمي لجسم الإنسان الأمر الذي أدى إلى بعض التوقعات بأن إشاعات اليورانيوم ستزيد من نسبة احتمال الإصابة بسرطان العظام أكثر منها عند مستويات الخلفية الطبيعية، ولم يلاحظ العلماء، ولم تثبت الدراسات المختلفة أن الإشعاع البسيط الصادر من اليورانيوم المنضب في الظروف العادية قد يتسبب في الإصابة بسرطان العظام.

## التطبيقات السلمية لليورانيوم المنضب
يدخل اليورانيوم المنضب في العديد من المنتجات الاستهلاكية. فيقدر أن 1,250,000,000 رطل من اليورانيوم المنضب يدخل في تصنيع مواد البناء، السيارات، الأثاث، آواني الطبخ، الرصاص والأعيرة النارية المستخدمة في المسدسات والبنادق الأوتوماتيكية، والخزانات. إلا أن يتم حالياً تجنب استخدام اليورانيوم المنضب ومنجاته الثانوية في صنع المواد الاستهلاكية لتجنب أي أضرار على الصحة العامة. كما يدخل في صناعة قوالب صناعة المراكب ووازنات الطائرات بسبب كثافته العالية وقدرته على تحمل الضغط. وهناك أيضاً العديد من التطبيقات لليورانيوم المنضب مثل:
1. أثقال الموازنة
2. أجهزة التحكم في توازن الطائرات سواء أكانت مدنية أم حربية.
3. التوازن وتخفيض الاهتزازات في الطائرات المدنية والحربية.
4. توازن المكائن.
5. أثقال التوازن في الأجهزة الكهروميكانيكية.
6. كاشفات النيوترونات.
7. الكشف الإشعاعي والحجب الواقية للطب والصناعة.
8. حاويات الشحن الواقية للنظائر المشعة، أدوية علاج الطب النووي وكذلك قضبان الوقود النووي المستنفذ.
9. الأصباغ.
10. أنابيب الأشعة السينية (أشعة إكس).

## التطبيقات العسكرية لليورانيوم المنضب

### دروع الدبابات الثقيلة والطائرات
يستعمل اليورانيوم المنضب في تقوية وتعزيز دروع الوقاية. والتي تشمل تغطية الفولاذ باليورانيوم المنضب والتي تمثل كثافة 2.5 ضعف كثافة الفولاذ العادي. يستخدم هذا النوع من الدروع في دبابات أم1 أبرامز ومدرعات م2 برادلي كما في طائرات إيه - 10 ثاندر بولت الثانية وهارير جامب جيت. ولقد تم دمغ هذه الدبابات بخاتم يشير إلى أن مستوى الإشعاع الصادر من اليورانيوم المنضب قليل، وفي الحدود المقبولة والمسموح بها لدى وكالة التنظيم النووي الأمريكية.

### الذخائر
يستعمل اليورانيوم المنضب في الوقت الحالي لتصنيع الذخائر التي لها القدرة على اختراق التحصينات الدفاعية.